# Museo Arqueológico de Drama
El Museo Arqueológico de Drama es uno de los museos de la región de Tracia, en Grecia.

## Colecciones
El museo contiene una colección de objetos que permiten exponer la historia de la zona que comprende la unidad periférica de Drama.
Los hallazgos más antiguos son huesos de animales y herramientas de piedra de la cueva de Angitis que pertenecen al periodo paleolítico medio (hacia 50 000 a. C.) Posteriormente, en el periodo neolítico, los recipientes, herramientas y figurillas hallados en Sitagri y Arkadico, entre otros asentamientos, atestiguan una importante presencia humana en la zona sobre todo entre el VI y el IV milenio a. C. En Sitagri incluso se aprecia la presencia de la metalurgia a finales del neolítico. A ese mismo lugar pertenecen hallazgos de la Edad del Bronce temprana (3000-2000 a. C.) que relacionan la zona con Europa central y el noreste del Egeo. En la Edad del Bronce tardía los objetos hallados en Potamí y en Exoji muestran relaciones con Macedonia central y los Balcanes. También hay recipientes micénicos. La Edad del Hierro temprana (1050-750 a. C.) aparece representada a través de recipientes, armas, joyas y herramientas hallados cerca de la ciudad de Drama. 
A la época arcaica pertenecen algunos hallazgos destacados como un busto de mármol de Dioniso y un casco corintio. Otros hallazgos muestran relaciones de la zona con colonias de Tasos de la costa de Macedonia.
Los objetos de las épocas clásicas y helenística son numerosos. Destacan las ofrendas votivas del santuario de Dioniso, los restos de un edificio monumental de Kali Vrisi y los hallazgos de una tumba macedonia en Drama. Las monedas de tiempos de Filipo II halladas atestiguan la pertenencia de la zona al reino de Macedonia en esa época.
En época romana, la zona dependía de la colonia romana de Filipos y era atravesada por la importante vía Egnatia. En este periodo los objetos muestran características que atestiguan la coexistencia de elementos culturales griegos, romanos y tracios. De esta fase histórica, son destacables una estatua de bronce de Zeus encontrada en Marmaria y una estela funeraria hallada en Grameni en memoria de Tiberio Claudio Máximo, un militar de la época de Trajano.
Por otra parte, hay restos arquitectónicos, cerámicos, numismáticos y de obras de arte de épocas posteriores, desde los primitivos cristianos hasta la época bizantina tardía (siglo XIV).

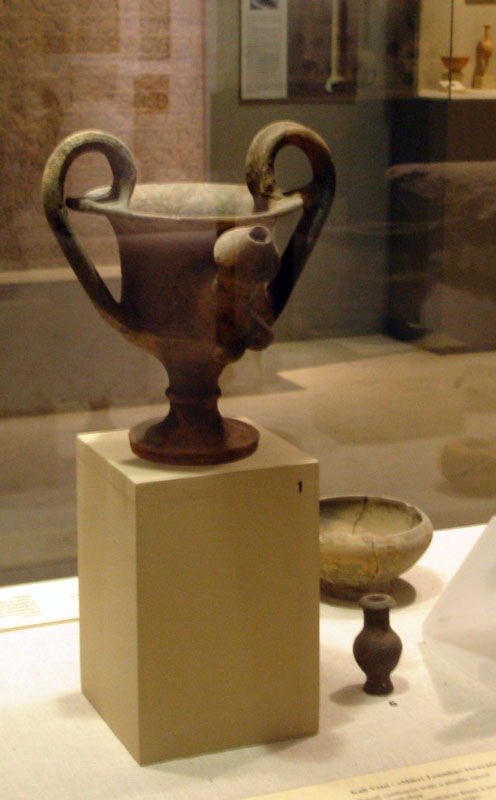
Recipientes de la Edad del Bronce temprana.
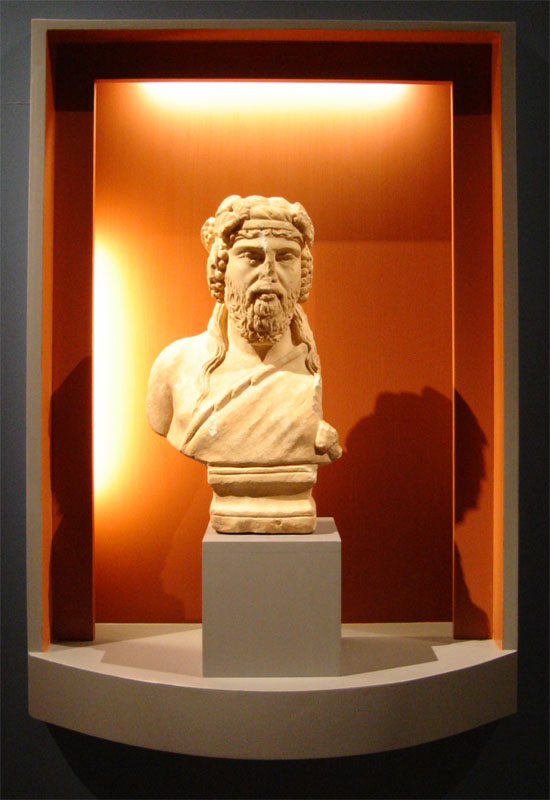
Busto de Dioniso.
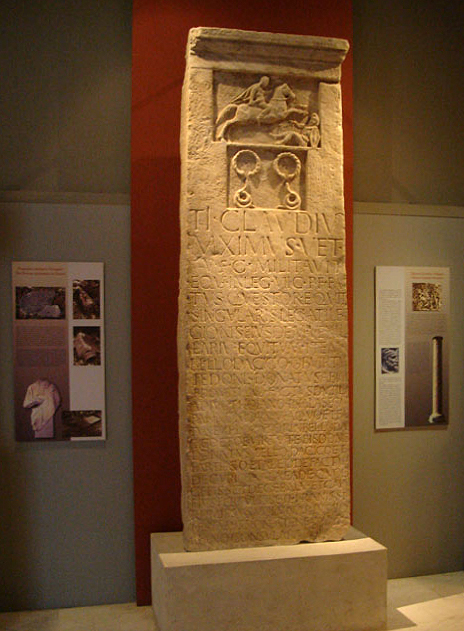
Estela funeraria de época romana, de Tiberio Claudio Máximo.